# ماسانهووون-گو
ماسانهووون-گو (به لاتین: Masanhoewon-gu) یک منطقهٔ مسکونی در کره جنوبی است که در چانگ‌وون واقع شده‌است. ماسانهووون-گو ۹۰٫۵۸ کیلومتر مربع مساحت و ۲۲۵٬۵۵۶ نفر جمعیت دارد.